# Black and Blue (álbum)
Black and Blue é o décimo terceiro álbum de estúdio da banda de rock inglesa The Rolling Stones e foi lançado pela Rolling Stones Records nos Estados Unidos no dia 15 de abril e no Reino Unido no dia 23 de abril de 1976.
Black and Blue foi o primeiro álbum de estúdio da banda com Ronnie Wood como substituto de Mick Taylor e membro oficial da banda.

## História
Em 6 de dezembro de 1974 The Rolling Stones retornaram a Munique na Alemanha, onde foi gravado seu disco anterior It's Only Rock 'n' Roll (1974), e começaram a gravação de seu novo álbum no Musicland Studios, a qual foi até 15 de dezembro, com The Glimmer Twins produzindo novamente e Keith Hardwood e Glyn Johns como engenheiros de som. Visando lançá-lo a tempo para o verão de 1975 junto com o "Tour das Américas", a banda tirou férias e retornou à gravação, agora em Rotterdam, Holanda, usando de seu Rolling Stones Mobile, no período de 22 de janeiro a 9 de fevereiro de 1975.
A gravação do álbum mal havia começado, quando Mick Taylor falou para Jagger que estava desistindo da banda e saindo, sem maiores explicações. O grupo precisou buscar um substituto e usou as sessões de gravação do álbum para realizar a audição de novos guitarristas. Entre os aspirantes estavam Jeff Beck, Peter Frampton, Rory Gallagher, Wayne Perkins, Harvey Mandel e Ronnie Wood. Wood já tinha tocado com os Stones na faixa "It's Only Rock 'n Roll (But I Like It)" do álbum anterior, It's Only Rock 'n' Roll, e acabou sendo o escolhido. Seu estilo se encaixou muito bem ao de Keith, sendo que Ronnie acabou participando de metade das faixas do álbum, principalmente nos vocais de apoio. Faixas gravadas como testes para Mandel e Perkins acabaram sendo aproveitadas no álbum acabado. Wood foi efetivado como membro oficial da banda, mas não dividiria igualmente os grandes lucros obtidos pelos demais membros por contratos ou turnês, recebendo apenas um (altíssimo) salário no lugar. Os demais colegas só resolveram alterar esta situação - dando a ele direitos plenos iguais aos deles - após a saída de Bill Wyman em 1993.
Com muito trabalho a concluir, foi decidido adiar lançamento do álbum para o ano seguinte e lançar a compilação Made in the Shade no seu lugar. "Cherry Oh Baby" (uma versão cover do reggae de 1971 de Eric Donaldson) foi a única canção de Black and Blue a ser esporadicamente tocada na Tour das Américas.
Após a conclusão da turnê, The Rolling Stones foi a Montreux, na Suíça, em outubro para alguns overdubs, retornando ao Musicland Studios em Munique, em dezembro para realizar trabalho semelhante. Depois de alguns ajustes, Black and Blue foi concluído em Nova Iorque em Fevereiro de 1976.
O álbum acabou sendo realizado em um momento conturbado, com a saída súbita de Taylor, tendo que dividir a atenção e esforços entre produzir as músicas e escolher um candidato. Ainda influenciou no resultado final do álbum, o momento pessoal de Keith, onde o vício em drogas pesadas enfraquecia-o a cada ano e chegaria ao fundo do poço no incidente em Toronto no ano seguinte. Isso tudo se refletiu na inspiração para compor e produzir as músicas, realizando, ao final, um álbum menos empolgante e um tanto arrastado em relação aos anteriores.
Estilisticamente, Black and Blue abraça funk com "Hot Stuff"; o reggae com seu cover de "Cherry Oh Baby" e o jazz com "Melody", com o talento de Billy Preston - um grande contribuinte para o álbum. Os estilos musicais e temáticas foram fundidos nos sete minutos de "Memory Motel", com ambos, Jagger e Richards, nos vocais da canção de amor. Bill Wyman lançou uma versão de "Melody" em Rhythm Kings, e disse que canção foi escrita por Preston.
Duas faixas gravadas nas sessões de Rotterdam foram mais tarde lançadas em Tattoo You (1981) - "Slave" e "Worried About You".

## Lançamento
Lançado em abril de 1976, com o hit Top 10 "Fool to Cry" como seu primeiro single, Black and Blue alcançou #2 no Reino Unido e passou um período de quatro semanas como # 1 nos Estados Unidos, indo à platina.[carece de fontes?]
O álbum foi promovido com um cartaz controverso na Sunset Boulevard em Hollywood, que mostrava a modelo Anita Russell, ferida e amarrada sobre um pôster com os Stones sob a frase "I'm Black and Blue from the Rolling Stones — and I love it!" (Eu estou preta e azul pelos Rolling Stones - e amei isso!). O outdoor foi retirado após protestos de grupos feministas,embora a banda tenha ganho ampla cobertura da imprensa.
Em 1994, Black and Blue foi remasterizado e relançado pela Virgin Records e novamente em 2009 pela Universal Music. Em 2011 saiu uma edição japonesa do álbum em SACD.

## Críticas
| Críticas profissionais | Críticas profissionais |
| Avaliações da crítica  | Avaliações da crítica  |
| Fonte                  | Avaliação              |
| ---------------------- | ---------------------- |
| allmusic               | [ 3 ]                  |
| Robert Christgau       | (A-)                   |
| Rolling Stone          | [ 5 ]                  |

A visão da crítica foi polarizada: Lester Bangs escreveu no Creem: "está tudo acabado, eles realmente não importam mais" e "Este é o primeiro álbum sem sentido dos Rolling Stones". Mas em 1976, Robert Christgau, da Creem Consumer Guide classificou o álbum em A-.

## Citações
Questionado sobre o porquê do disco se chamar Black and Blue, Mick Jagger disse em 1976: É uma jogada em cima de Blonde on Blonde (Bob Dylan). O azul é para os Blues... que sempre foi uma parte de minha vida. Mmmm... é um título tão bom como qualquer dos outros, né? Foi bom, pois pensamos nessa capa do disco: o céu... a noite... noite negra... céu azul..."
Sobre o disco Glyn Johns disse: "Começamos a gravar na Alemanha, uma noite antes de Mick Taylor deixar a banda. Nós cinco, como pretendíamos ser, voltando a ativa como a equipe original (o primeiro trabalho de Glyn Johns com os Stones foi em janeiro de 1963) com Nicky Hopkins e Stu. E foi fantástico, pois foi como no início, mas sem Brian. Nós gravamos 11 faixas em... - acho que ficamos lá umas 2 semanas. Nós fizemos os overdubbs em um monte delas. Pois eles estavam mais rápidos do que nunca. Nós nos divertimos. O material estava ótimo. Nós paramos para o Natal e depois eles disseram que queriam trabalhar em Roterdam. Nós fomos para aquelas sessões e foi quando começaram a testar as pessoas, as ouvindo. Eu recomendei Wayne Perkins".
Perguntado sobre o reggae em Black and Blue, Charlie Watts respondeu em 2003: "A influência do reggae em Black and Blue veio primordialmente de Keith... Mick também estava nessa onda. Eu tinha todos aqueles discos de reggae comigo na França quando nos mudamos para lá e gravamos o Exile on Main Street na casa de Keith. Mick costumava tê-los também. Eu toquei pra ele "Cherry Oh Baby" e ele tocou uma para mim. E o álbum The Harder They Come era um álbum que Keith ouvia bastante".
Sobre "Hand Of Fate", Jagger disse em 1976: "Keith e eu temos escrito algumas. Na verdade, "Hand Of Fate" nós fizemos juntos. Até nas letras, nós a discutimos durante o café... paradas para o café, no estúdio, e nós chegamos com a letra dela juntos."
Sobre "Memory Motel" Jagger disse em 1978: "A menina em Memory Motel é na realidade uma menina americana independente. Na verdade, esta menina é uma combinação de uma menina de verdade e fantasia."
Sobre a música "Fool To Cry" Jagger disse em 1993: "Esta vem do período em que tive minha filha Jade bastante por perto, me chamando de papai e tal. É outra de nossas baladas, um pouco longa no fim talvez, mas eu gosto." Jagger falou sobre
Sobre "Hot Stuff" Keith Richards disse em 1993: "Este é um dos meus riffs. Quase todas as faixas são gravadas como essa, com todos tocando juntos numa sala. Depois de cinco anos e meio, Mick Taylor de repente desapareceu e estávamos ouvindo e testando novos guitarristas; Harvey Mandel do Canned Heat tocou nessa faixa."
Sobre Hey Negrita Ronnie Wood disse em 2003: "Esta veio de Keith e eu no hotel... trocando ideias. E de vez em quando vinha à tona: Qual era aquela que você estava trabalhando, Woody? Então pensei: Oh esta é minha chance. Imediatamente eu fiz o riff."

## Faixas
Todas as músicas são de autoria de Jagger / Richards, exceto onde indicado.

### Lado A
1. " Hot Stuff " – 5:20
2. "Hand of Fate" – 4:28
3. "Cherry Oh Baby" (Eric Donaldson) – 3:53
4. " Memory Motel " – 7:07

### Lado B
1. "Hey Negrita" (Inspirada por Ronnie Wood) - 4:58
2. "Melody" (Inspirada por Billy Preston) - 5:47
3. " Fool to Cry " – 5:04
4. "Crazy Mama" – 4:34

## Paradas
| Ano  | Parada        | Posição |
| ---- | ------------- | ------- |
| 1976 | Billboard 200 | 1       |

## Créditos
The Rolling Stones
- Mick Jagger - vocal, backing vocals, percussão, guitarra em "Crazy Mama", e piano elétrico e acústico em "Memory Motel" e "Fool to Cry"
- Keith Richards – guitarra e backing vocal, piano elétrico em "Memory Motel" e baixo, em "Crazy Mama"
- Charlie Watts – bateria e percussão
- Ronnie Wood - guitarra em "Cherry Oh Baby", "Crazy Mama" e "Hey Negrita", e backing vocals em "Hot Stuff", "Hand of Fate", "Memory Motel", "Hey Negrita", e "Crazy Mama"
- Bill Wyman – baixo e percussão

Musicos adicionais
- Billy Preston - backing vocals; harmonia vocal em "Melody", piano em "Hot Stuff", "Hand of Fate", "Hey Negrita", "Melody" e "Crazy Mama", órgãos sobre "Hey Negrita" e " Melody ", teclados e sintetizador em "Memory Motel "
- Nicky Hopkins - piano, órgão em "Cherry Oh Baby", ARP String Ensemble em "Fool to Cry"
- Harvey Mandel - guitarra em "Hot Stuff" e "Memory Motel"
- Wayne Perkins - guitarra em "Hand of Fate", "Memory Motel", e "Fool to Cry"
- Ian Stewart - percussão
- Ollie Brown - percussão
- Arif Mardin – horn arrangement em "Melody"